# 등비

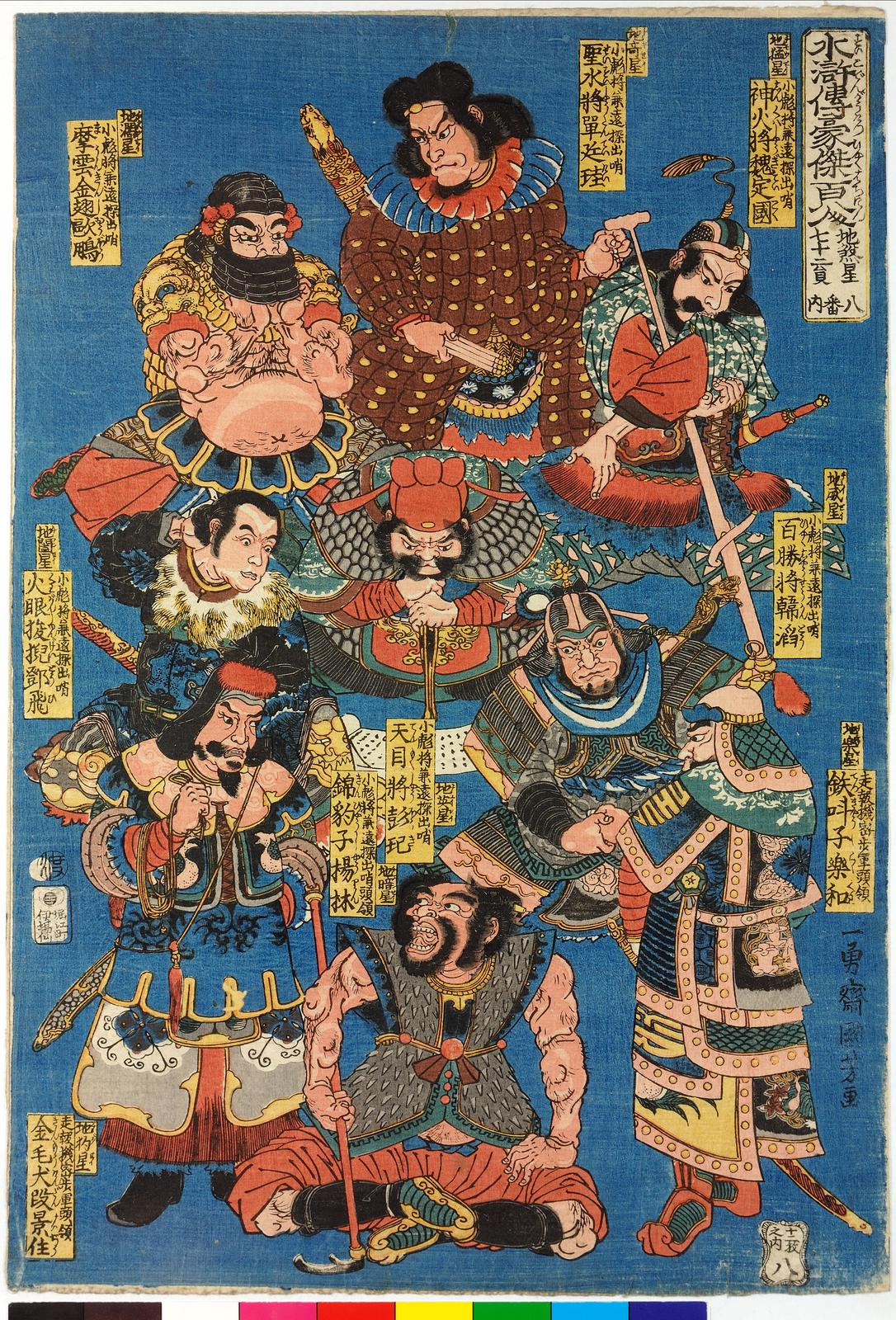

등비(鄧飛)는 중국의 사대기서(四大奇書) 중 하나인 《수호전》(水滸傳)에 등장하는 인물로, 108성 중 49위이자 지살성(地煞星)의 지합성(地闔星)에 해당한다. 별호는 화안산예(火眼狻猊)로 '화안'은 붉은 눈, '예'는 전설상 동물 '용생구자' 중 하나(거의 사자에 해당)에서 유래했다. 두 눈이 붉은 것은 인육을 먹고 있었기 때문이라고 한다. 철쇄(鐵鏈)의 명수로 음마천으로 배선·맹강 등과 함께 도적이었다. 양림과는 옛 친구.

## 생애
개천군 양양부 출신. 원래 금표자 양림 등과 도적 동료였으나 이후 음마천에서 옥번간 맹강과 산적을 시작한다. 이후에 무고한 죄로 사문도로 유배령을 받고 호송되어 음마천을 지나던 철면공목 배선을 음마천에 데려가 배선을 음마천의 수령으로 세우고 스스로는 음마천의 제2위 두령이 되었다.
한편 양산박에서는 고향인 계주로 돌아간 채 돌아오지 않는 공손승을 데리러 가기 위해 대종이 파견된다. 그러다가 양림을 알게 된 대종은 그 김에 음마천의 세 두령을 알게 되어 의기투합한다. 그 후 대종은 계주로 향하지만 끝내 공손승 소식은 찾지 못하고 돌아오는 길에 음마천의 세 두령을 양산박으로 가기를 제안하고 세 사람은 응낙하여 양산박에 들어간다.
이후 양산박과 축가장과의 싸움이 벌어지자 등비도 장수로 출진, 선봉에 가담한다. 그러나 난정옥을 추격하다 복병에 사로잡힌 진명을 구하기 위해 출격했다가 등비 역시 축가장에 사로잡히고 만다. 이윽고 축가장에 원군으로 나타난 (실제로는 양산박과 내통하던) 손립들이 입성하자 그 안에 있던 옛 지인 추연의 모습을 보고 흐뭇해 한다. 이윽고 쳐들어온 양산박군에 손립들이 내응하자 등비도 장내에서 난동을 부리고 축가장은 함락되었다.
이후에도 고당주 공격, 증두시 공격, 북경대명부 공격, 동창부 공격 등 양산박군의 전투에는 마군의 장수로 반드시 가담하여 전공을 세웠다. 108명이 양산박에 모두 모였을 때에는 마군소표장 겸 척후두령의 제16위로 임명된다. 이후 요나라와의 전투 등에서도 활약하는데, 마지막 전투였던 방랍정벌 항주 공격에서 적장 석보에게 넘어진 색초를 구하려했으나 반대로 석보에게 베여 사망하였다.